# بگذار نور باشد

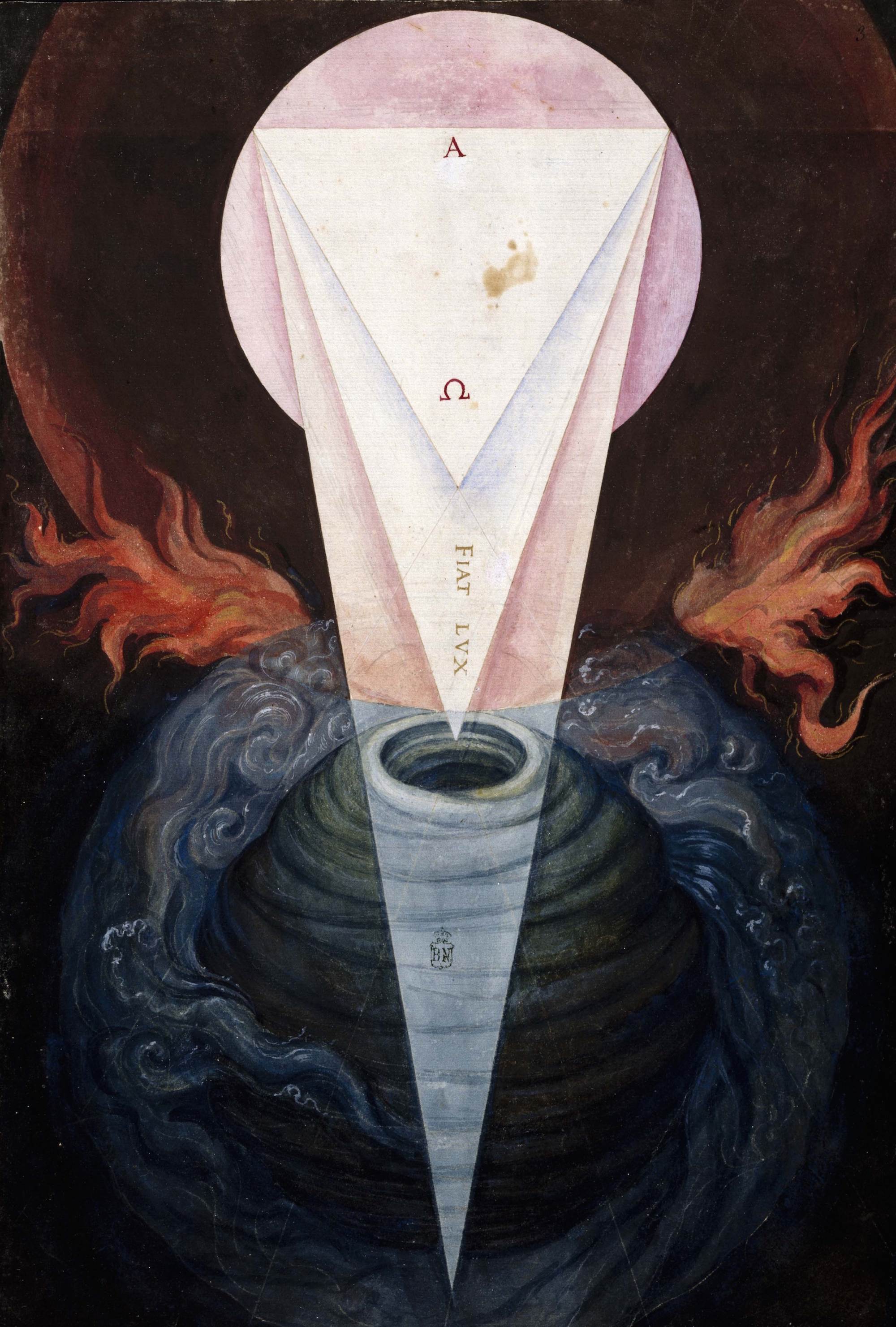
"اولین روز خلقت"، اثر فرانسیسکو دی هولاندا (De Aetatibus Mundi Imagines، ۱۵۴۵)

" بگذار نور باشد " (به انگلیسی: Let there be light) ترجمه انگلیسی عبارت عبری יְהִי אוֹר yehi'or یحی اور) که درتورات پیدایش ۱: ۳، قسمت اول کتاب مقدس عبری، نوشته شده‌است. در ترجمه‌های عهد عتیق این عبارت به صورت عبارت یونانی γενηθήτω φῶς (genēthḗtō phôs) و عبارات لاتین fiat lux و lux sit نوشته می‌شود.

## پیدایش ۱
این عبارت از آیه سوم کتاب پیدایش آمده‌است. در کتاب مقدس کینگ جیمز، نوشته شده‌است:
- در ابتدا خداوند آسمانها و زمین را خلق کرد.
- و زمین بدون فرم و خالی بود و تاریکی بر روی اعماق وجود داشت.
- و روح خداوند بر روی آبها حرکت کرد.
- و خدا گفت: بگذار نور باشد و نور بود.
- و خدا نور را دید و دید که خوب است و نور را از تاریکی جدا نمود. -کتاب پیدایش، آیه ۱ :۴

## ریشه و ریشه‌شناسی
در کتاب مقدس عبری، عبارت (יְהִי אוֹר یحی اور) از دو کلمه ساخته شده‌است.יְהִי یَحی مفرد مذکر سوم شخص از «وجود داشتن» است وאוֹר 'ôr به معنای «نور» است.
در هفتادگانه یونانی کوینه این عبارت به این صورت ترجمه شده‌است " καὶ εἶπεν ὁ Θεός γενηθήτω φῶς καὶ ἐγένετο φῶς " — kaì eîpen ho Theós genēthḗtō phôs kaì egéneto phôs .
در زبان لاتین که از روی یونانی ترجمه شده‌است، به صورت lux sit ("نور - بگذار وجود داشته باشد" یا "اجازه دهید نور وجود داشته باشد") بود که گهگاه از آن استفاده می‌شد، اگرچه در مورد صحت آن بحث‌هایی وجود دارد.
در کتاب مقدس ولگاته، عبارت عبریיְהִי אוֹר به شکل لاتین فیات لوکس (fiat lux) ترجمه شده‌است. در زمینه، ترجمه " dixitque Deus fiat lux et facta est lux " است (خدا گفت بگذار نور باشد و نور بود). فیات لوکس به معنای واقعی کلمه به عنوان "اجازه دهید نور ساخته شود" ترجمه می‌شود (فیات سوم شخص مفرد مفرد فعلی مفعول فعل facio است، به معنای "انجام دادن" یا "ساختن"). کتاب مقدس دویی ریمز این عبارت را از ولگاته به این صورت ترجمه می‌کند: «نور ساخته شود و نور ساخته شد.»

## استفاده توسط موسسات آموزشی

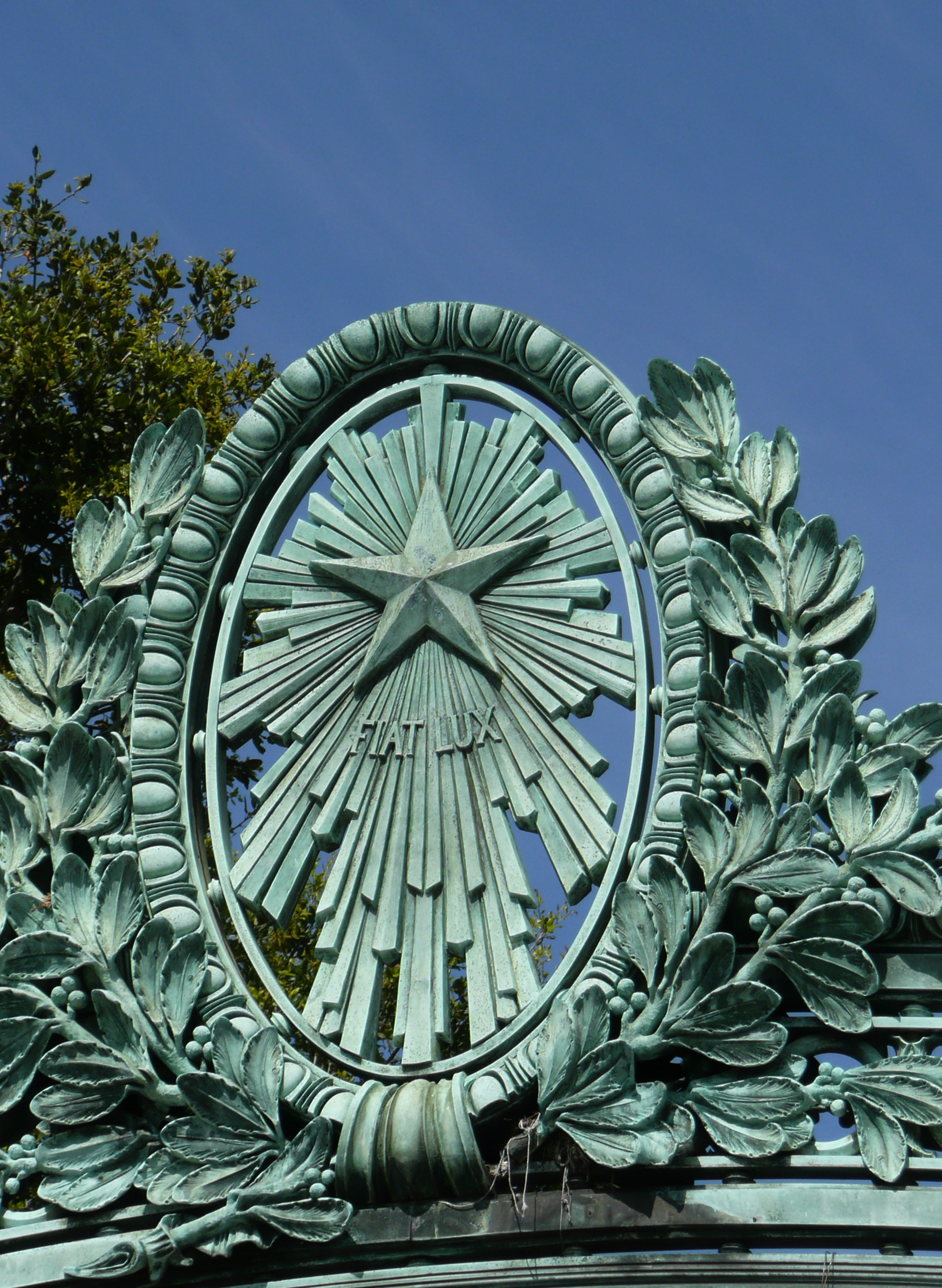
شعار «فیات لوکس» در دروازه ساتر در دانشگاه کالیفرنیا، برکلی

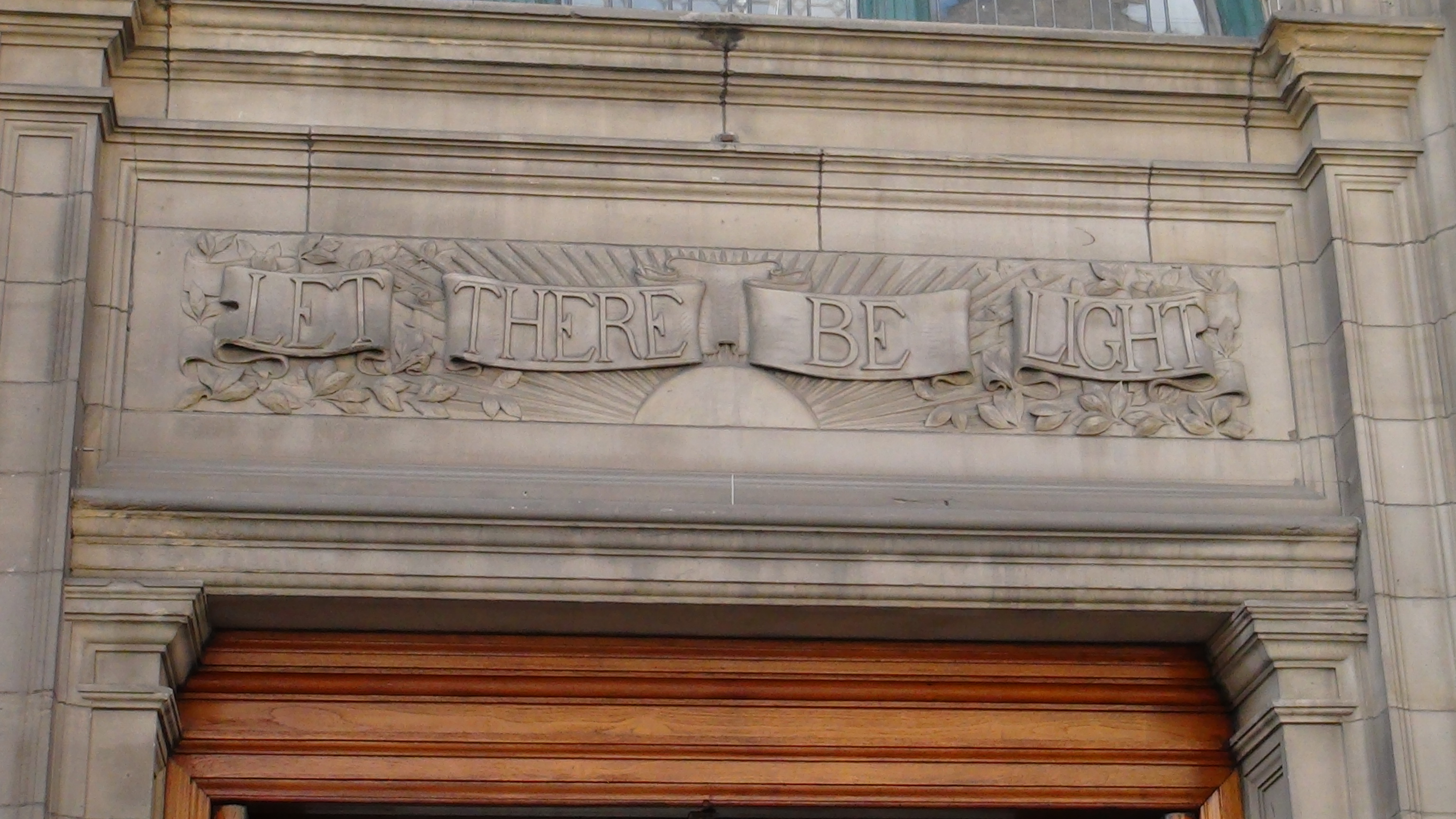
عبارت «بگذار نور باشد» به صورت استعاری بر روی درب کتابخانه مرکزی، یک کتابخانه کارنگی در ادینبورگ استفاده شده‌است.

فیات لوکس یا سیت لوکس در شعار و مهر تعداد زیادی از مؤسسات آموزشی وجود دارد:
- کالج آلبیون (با عنوان "Lux fiat" ارائه شده‌است)
- دانشگاه آلفرد
- دانشگاه ایالتی آنجلو
- کالج اتحادیه آتلانتیک
- دبیرستان مرکزی یادبود
- دانشگاه کلارک
- کالج کورنوی (ترجمه شده به زبان انگلیسی)
- مدرسه گرامر دنیس مموریال، اونیتشا، نیجریه
- مدرسه گرامر دوور برای پسران
- کالج میلواکی داونر (به عنوان "Sit lux")
- کالج امانوئل، دانشگاه کوئینزلند
- فرهنگ اخلاقی مدرسه فیلدستون، شهر نیویورک
- آکادمی فیات لوکس در کاویت، فیلیپین[۴]
- کالج کوه سبز
- کالج هارتلی، پوینت پدرو، سریلانکا
- کالج هیرام
- دانشگاه جکسونویل، جکسونویل، فلوریدا
- دانشگاه جانسون سی اسمیت، شارلوت، کارولینای شمالی (با عنوان "Sit Lux" ارائه شده‌است)
- مدرسه متوسطه کیتسیلانو، ونکوور، بریتیش کلمبیا
- دبیرستان ناحیه کوجوناپ، کوجوناپ، استرالیای غربی
- مؤسسه فناوری لیمریک
- کالج مایو، اجمر، هند
- کالج Moeding در اوتسه، بوتسوانا
- کالج مونموث، مونموث، ایلینوی (با عنوان "Sit Lux" ارائه شده‌است)
- کالج نلسون مک اینتایر
- کالج کوئینز (باربادوس)
- کالج رولینز
- دانشگاه سلما
- مدرسه سنت اندرو، بلومفونتین
- کالج سنت جوزف، کلمبو
- کالج تاسکولوم (با عنوان "Sit Lux" ارائه شده‌است)
- کالج شهرستان یونیون
- دانشگاه آکرون
- سیستم دانشگاه کالیفرنیا
- دانشگاه لثبریج
- دانشگاه لیورپول
- دانشگاه ویکتوریا (نوشته شده به زبان عبری)
- دانشگاه واشینگتن (با عنوان "Lux sit" ارائه شده‌است)
- دانشگاه ایالت‌های غربی
- دانشگاه وینزبورگ
- مؤسسه والتر و الیزا هال، ملبورن، استرالیا

فیات لوکس همچنین در بیرون از مرکز زندگی مذهبی کرنز در دانشگاه کپیتال در کلمبوس، اوهایو ظاهر می‌شود. نیمه دوم همین آیه، Et facta est lux روی مهر کالج مورهاوس نوشته شده‌است.

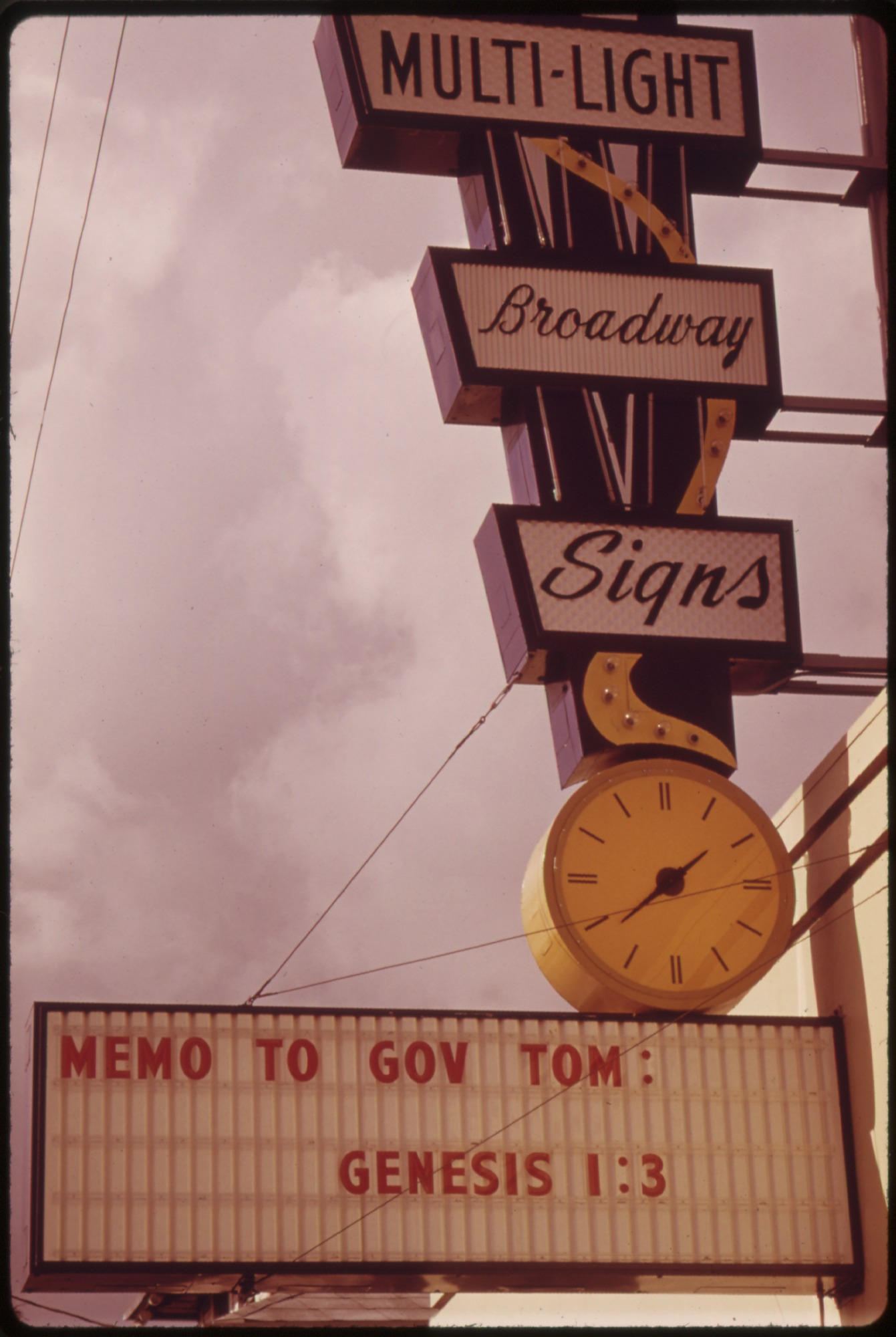
در اکتبر ۱۹۷۳، یکی از صاحبان مشاغل پورتلند، اورگان، پیامی را در پاسخ به فرمان اجرایی وی مبنی بر کاهش روشنایی تجاری در طول بحران انرژی دهه ۱۹۷۰، به فرماندار تام مک کال می‌دهد.

## در ادبیات
- این عبارت انگلیسی آخرین پرسش آیزاک آسیموف را به پایان می‌رساند، که نمادی از رشد خداگونه در قدرت یک کامپیوتر بسیار پیشرفته است، زیرا جهان جدیدی از خاکستر یک مرده ایجاد می‌کند، مقایسه‌هایی را انجام می‌دهد و توضیحی برای کتاب پیدایش کتاب مقدس ارائه می‌دهد.
- رمان بینوایان اثر ویکتور هوگو در مورد اهمیت جسارت صحبت می‌کند و می‌نویسد: "این فریاد، "آدیس" یک فیات لوکس است!"
- "فیات لوکس!" عبارت فعال کننده در صحنه یک بخش عمده در مجموعه رمان کاترین کورتز Chronicles of the Deryni است.
- آژانس فیات لوکس نام آژانس کارآگاه خصوصی نستور برمه در سری رمان اسرار جدید پاریس اثر لئو مالت است.
- یکی از سه بخش اصلی رمان والتر ام. میلر جونیور A Canticle for Leibowitz "فیات لوکس" نام دارد.
- الکساندر پوپ این عبارت را در سنگ نوشته خود برای اسحاق نیوتن، که پیشرفت‌های مهمی در اپتیک داشت، اقتباس کرد: «طبیعت و قوانین طبیعت در شب پنهان بودند. / خدا گفت: بگذار نیوتن باشد! و همه چیز نور بود."
- «فیات لوکس» همچنین در رمان Die Insel des zweiten Gesichts نوشته آلبرت ویگولیس تلن در سال ۱۹۸۲ استفاده شده‌است.